# Церковь Вознесения Девы Марии (Желудок)
Церковь Вознесения Пресвятой Девы Марии (бел. Касцёл Унебаўзяцця Найсвяцейшай Панны Марыі) — католический храм в городском посёлке Желудок Гродненской области Беларуси. Относится к Щучинскому деканату Гродненского диоцеза. Памятник архитектуры в стиле позднего классицизма, построен в 1853 (по другим данным в 1854) году. Храм включён в Государственный список историко-культурных ценностей Республики Беларусь.
В некоторых источниках именуется успенским храмом. Это название также корректно, в Католической церкви Успение Богородицы и Её Вознесение вспоминаются в рамках одного праздника.

## История

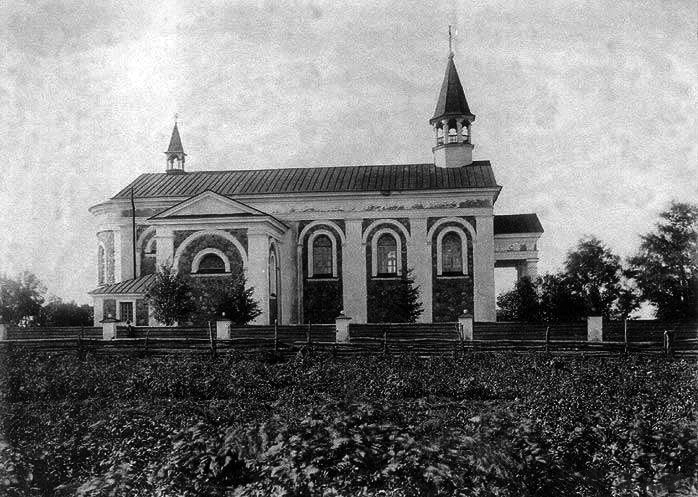

Католическая община в Желудке появилась в 1490 году. В то же время здесь был построен первый костёл по инициативе Казимира IV. Современное здание в стиле классицизм построено в 1853 году из бутового камня и кирпича по проекту Кароля Подчашинского.

## Архитектура
Успенский храм имеет прямоугольный в плане объём с полукруглой апсидой, двумя боковыми ризницами и трансептом. Храм накрыт двускатной крышей. Главный фасад украшен треугольным фронтоном и массивным четырёхколонным портиком дорического ордера. До начала XX века над главным фасадом возвышалась восьмигранная шатровая колокольня и такая же по форме, но меньших размеров башенка над алтарной частью.
Под алтарём храма находится крипта с захоронениями, среди прочих здесь похоронен гродненский староста Антоний Тизенгауз.